# Treća dalmatinska udarna brigada NOVJ-a
Treća dalmatinska udarna brigada NOVJ-a formirana je 12. studenoga 1942. godine u selu Bračeviću (Vrba), blizu Muća. Od Mosećkog bataljuna bili su formirani 1. i 2. bataljun brigade, a od Mosorskog bataljuna formiran je 3. bataljun u koji je 27. studenog ušla i Trogirsko-rogoznička četa, jačine 100 boraca. Brigada je imala 560 boraca. Četvrti bataljun činilo je oko 200 boraca, od kojih oko 100 nenaoružanih. Bila je pod zapovjedništvom štaba 4. Operativne zone Hrvatske do 12. veljače 1943., kad je ušla u sastav novoformirane Devete dalmatinske divizije.
Prvi zapovjednik brigade bio je Branko Dude, a politički komesar Mate Ujević.

## Borbeni put brigade
U bitci na Neretvi vodila je borbe na sektoru Imotskog, Posušja i Širokog Brijega. Pri prelasku Neretve i Prenja, Deveta divizija bila je zadužena za transport i osiguranje središnje bolnice. Tom prilikom cijela je divizija, uključujući i Treću dalmatinsku brigadu bila zahvaćena tifusom.
Treća dalmatinska brigada je bila reorganizirana sredinom travnja 1943. godine u Nevesinju, popunjena je dijelom boraca iz rasformiranih Četvrte i Pete dalmatinske brigade, tako da je imala preko 1200 boraca u pet bataljuna i prištapske postrojbe.
Tijekom bitke na Sutjesci, borila se u sastavu Prve proleterske, pa zatim Sedme banijske divizije. Zbog ozbiljnih gubitaka 6. lipnja 1943. na Vučevu je brigada rasformirana, a njeno ljudstvo raspoređeno u sastav Prve proleterske i Prve dalmatinske brigade.
Ponovno je formirana 8. rujna 1943. kod Vrlike od Grupe bataljuna. Imala je 952 borca, od čega 70 žena. Ušla je u sastav Devete dalmatinske divizije i u njoj ostala do kraja rata. Sudjelovala je u borbi protiv njemačkih snaga tijekom obrane Splita. Tijekom studenog i prosinca istakla se na pravcima njemačkog nastupanja tijekom operacije Ziethen. Tijekom Desanta na Drvar, brigada je bila angažirana u oštrim borbama. Sudjelovala je u borbama za oslobođenje Livna, Duvna i Posušja. Sudjelovala je u Kninskoj i Mostarskoj operaciji. Oslobodila je Pag, Rab, Cres i Lošinj, a tijekom Tršćanske operacije sudjelovala je u desantu na Istru.
U prosincu 1944. imala je 1747 boraca (75 žena), a krajem ožujka 1945. 1961 borca (81 žena). Odlikovana je Ordenom narodnog heroja, Ordenom zasluga za narod sa zlatnom zvijezdom i Ordenom bratstva i jedinstva sa zlatnim vijencem.
Kroz brigadu je prošlo preko 4000 boraca od kojih je 2110 boraca poginulo.

## Narodni heroji Treće dalmatinske brigade
- Ante Bilobrk
- Branko Dude
- Mate Ujević
- Miro Višić, politički komesar